# Brian Price
Brian Price (Belleville, 19 de febrero de 1976) es un deportista canadiense que compitió en remo como timonel.
Participó en tres Juegos Olímpicos de Verano, obteniendo dos medallas, oro en Pekín 2008 y plata en Londres 2012, en la prueba de ocho con timonel, y el quinto lugar en Atenas 2004, en la misma prueba.
Ganó ocho medallas en el Campeonato Mundial de Remo entre los años 2002 y 2011.

## Palmarés internacional
| Juegos Olímpicos   | Juegos Olímpicos      | Juegos Olímpicos  | Juegos Olímpicos |
| Año                | Lugar                 | Medalla           | Prueba           |
| ------------------ | --------------------- | ----------------- | ---------------- |
| 2008               | Pekín (China)         | Medalla de oro    | Ocho con timonel |
| 2012               | Londres (Reino Unido) | Medalla de plata  | Ocho con timonel |
| Campeonato Mundial |                       |                   |                  |
| Año                | Lugar                 | Medalla           | Prueba           |
| 2002               | Sevilla (España)      | Medalla de oro    | Ocho con timonel |
| 2003               | Milán (Italia)        | Medalla de oro    | Ocho con timonel |
| 2003               | Milán (Italia)        | Medalla de bronce | Dos con timonel  |
| 2006               | Eton (Reino Unido)    | Medalla de bronce | Dos con timonel  |
| 2007               | Múnich (Alemania)     | Medalla de oro    | Ocho con timonel |
| 2007               | Múnich (Alemania)     | Medalla de bronce | Dos con timonel  |
| 2011               | Bled (Eslovenia)      | Medalla de bronce | Dos con timonel  |
| 2011               | Bled (Eslovenia)      | Medalla de bronce | Ocho con timonel |